# マット・フォスター
マシュー・ジェームズ・フォスター（Matthew James Foster, 1995年1月27日 - ）は、アメリカ合衆国アラバマ州チェンバース郡バレー出身のプロ野球選手（投手）。右投右打。メジャーリーグベースボール(MLB)のアリゾナ・ダイヤモンドバックス傘下所属。

## 経歴

### プロ入り前
2013年のMLBドラフト29巡目（全体870位）でアリゾナ・ダイヤモンドバックスから指名されたが、契約せずにガルフ・コースト州立大学へ進学した。

### プロ入りとホワイトソックス時代
アラバマ大学へ転校後の2016年、MLBドラフト20巡目（全体596位）でシカゴ・ホワイトソックスから指名され、プロ入り。契約後、傘下のルーキー級アリゾナリーグ・ホワイトソックスでプロデビュー。パイオニアリーグのルーキー級グレートフォールズ・ボイジャーズでもプレーし、2球団合計で22試合に登板して11セーブ、防御率0.61、41奪三振を記録した。
2017年はA級カナポリス・インティミディターズとA+級ウィンストン・セイラム・ダッシュでプレーし、2球団合計で22試合に登板して0勝2敗7セーブ、防御率1.30、33奪三振を記録した。オフにはアリゾナ・フォールリーグに参加し、グレンデール・デザートドッグスに所属した。
2018年はA+級ウィンストン・セイラムとAA級バーミングハム・バロンズでプレーし、2球団合計で45試合に登板して2勝5敗8セーブ、防御率3.30、70奪三振を記録した。
2019年はAA級バーミングハムとAAA級シャーロット・ナイツでプレーし、2球団合計で43試合に登板して4勝1敗5セーブ、防御率3.20、74奪三振を記録した。オフの11月20日にはルール・ファイブ・ドラフトでの流出を防ぐために40人枠入りした。
2020年7月29日にメジャー初昇格を果たし、メジャーデビューとなった8月1日のカンザスシティ・ロイヤルズ戦では初登板初勝利を挙げた。この年メジャーでは23試合（先発2試合）に登板して6勝1敗1セーブ、防御率2.20、31奪三振を記録した。
2021年は37試合に登板して2勝1敗1ホールド2セーブ、13奪三振を記録した。また、防御率は前年より悪化して6.00だった。
2022年は48試合に登板したがデビュー以来初の負け越しとなる1勝2敗1セーブ5ホールド、17奪三振を記録した一方で、防御率は4.40とわずかに改善した。
2023年はトミー・ジョン手術を受けた為、シーズンを全休した。
2024年8月16日にドミニク・レオンの故障者リストに伴う形でメジャー復帰。同日に敵地ミニッツ・メイド・パークで行われたヒューストン・アストロズ戰に登板したが、19日にAAA級シャーロット・ナイツに降格した。9月3日にトゥーキー・トゥーサンと入れ替わる形でメジャー再昇格を果たすも。同月13日に腰の椎間板ヘルニアを患って15日間の故障者リストに入ってシーズン終了となった。オフの11月4日にペン・マーフィーを獲得したことに伴って、ジミー・ランバートと共にFAとなった。この年メジャーでは6試合（先発1試合）に登板して勝ち星なしの1敗1ホールド、防御率2.70、4奪三振を記録した。

### メキシカンリーグ時代
2025年4月30日にリーガ・メヒカーナ・デ・ベイスボル（メキシカンリーグ）のラグナ・ユニオン・コットンファーマーズと契約を結んだ。6月11日に自由契約となった。

### ダイヤモンドバックス傘下時代
2025年6月14日にアリゾナ・ダイヤモンドバックスとマイナー契約を結び、AAA級リノ・エーシズに配属された。

## 投球スタイル
| 球種           | 割合 | 平均球速 | 平均球速 | 最高球速 | 最高球速 |
| 球種           | %    | mph      | km/h     | mph      | km/h     |
| -------------- | ---- | -------- | -------- | -------- | -------- |
| フォーシーム   | 52.1 | 93.7     | 150.8    | 97.3     | 156.6    |
| スライダー     | 30.7 | 85.8     | 138.1    | 97.3     | 156.6    |
| チェンジアップ | 9.8  | 83.9     | 135      | 97.3     | 156.6    |
| カーブ         | 6.9  | 79.6     | 128.1    | 97.3     | 156.6    |
| カッター       | 0.5  | 92.6     | 149      | 97.3     | 156.6    |

最速97.3mph（約156.6km/h）のフォーシームと切れ味抜群のチェンジアップ、スライダーなどを持つ技巧派右腕である。

## 詳細情報

### 年度別投手成績
| 年 度    | 球 団    | 登 板 | 先 発 | 完 投 | 完 封 | 無 四 球 | 勝 利 | 敗 戦 | セ 丨 ブ | ホ 丨 ル ド | 勝 率 | 打 者 | 投 球 回 | 被 安 打 | 被 本 塁 打 | 与 四 球 | 敬 遠 | 与 死 球 | 奪 三 振 | 暴 投 | ボ 丨 ク | 失 点 | 自 責 点 | 防 御 率 | W H I P |
| -------- | -------- | ----- | ----- | ----- | ----- | -------- | ----- | ----- | -------- | ----------- | ----- | ----- | -------- | -------- | ----------- | -------- | ----- | -------- | -------- | ----- | -------- | ----- | -------- | -------- | ------- |
| 2020     | CWS      | 23    | 2     | 0     | 0     | 0        | 6     | 1     | 0        | 2           | .857  | 109   | 28.2     | 16       | 2           | 9        | 0     | 0        | 31       | 0     | 0        | 8     | 7        | 2.20     | 0.87    |
| 2021     | CWS      | 37    | 0     | 0     | 0     | 0        | 2     | 1     | 1        | 2           | .667  | 174   | 39.0     | 43       | 9           | 13       | 0     | 2        | 40       | 1     | 1        | 27    | 26       | 6.00     | 1.44    |
| 2022     | CWS      | 48    | 0     | 0     | 0     | 0        | 1     | 2     | 1        | 5           | .333  | 193   | 45.0     | 43       | 6           | 17       | 1     | 0        | 42       | 1     | 0        | 25    | 22       | 4.40     | 1.33    |
| 2024     | CWS      | 6     | 1     | 0     | 0     | 0        | 0     | 1     | 0        | 1           | .000  | 30    | 6.2      | 5        | 1           | 5        | 0     | 0        | 4        | 0     | 0        | 2     | 2        | 2.70     | 1.50    |
| MLB：4年 | MLB：4年 | 114   | 3     | 0     | 0     | 0        | 9     | 5     | 2        | 10          | .643  | 506   | 119.1    | 107      | 18          | 44       | 1     | 2        | 117      | 2     | 1        | 62    | 57       | 4.30     | 1.27    |

- 2024年度シーズン終了時

### MLBポストシーズン投手成績
| 年 度     | 球 団     | シ リ ｜ ズ | 登 板 | 先 発 | 勝 利 | 敗 戦 | セ ｜ ブ | 打 者 | 投 球 回 | 被 安 打 | 被 本 塁 打 | 与 四 球 | 敬 遠 | 与 死 球 | 奪 三 振 | 暴 投 | ボ ｜ ク | 失 点 | 自 責 点 | 防 御 率 |
| --------- | --------- | ----------- | ----- | ----- | ----- | ----- | -------- | ----- | -------- | -------- | ----------- | -------- | ----- | -------- | -------- | ----- | -------- | ----- | -------- | -------- |
| 2020      | CWS       | ALWC        | 1     | 0     | 0     | 0     | 0        | 3     | 0.1      | 0        | 0           | 2        | 0     | 0        | 0        | 0     | 0        | 0     | 0        | 0.00     |
| 出場：1回 | 出場：1回 | 出場：1回   | 1     | 0     | 0     | 0     | 0        | 3     | 0.1      | 0        | 0           | 2        | 0     | 0        | 0        | 0     | 0        | 0     | 0        | 0.00     |

- 2024年度シーズン終了時

### 年度別守備成績
| 年 度 | 球 団 | 投手（P） | 投手（P） | 投手（P） | 投手（P） | 投手（P） | 投手（P） |
| 年 度 | 球 団 | 試 合     | 刺 殺     | 補 殺     | 失 策     | 併 殺     | 守 備 率  |
| ----- | ----- | --------- | --------- | --------- | --------- | --------- | --------- |
| 2020  | CWS   | 23        | 0         | 5         | 0         | 0         | 1.000     |
| 2021  | CWS   | 37        | 0         | 4         | 0         | 1         | 1.000     |
| 2022  | CWS   | 48        | 1         | 1         | 0         | 0         | 1.000     |
| 2024  | CWS   | 6         | 1         | 0         | 0         | 0         | 1.000     |
| MLB   | MLB   | 114       | 2         | 10        | 0         | 1         | 1.000     |

- 2024年度シーズン終了時

### 背番号
- 63（2020年 - 2022年，2024年）